# واقف جوادف
واقف جوادف (ترکی آذربایجانی: Vaqif Cavadov؛ زادهٔ ۲۵ مهٔ ۱۹۸۹) بازیکن فوتبال اهل جمهوری آذربایجان است.
از باشگاه‌هایی که در آن بازی کرده‌است می‌توان به باشگاه فوتبال ولگا نیژنی نووگورود، باشگاه فوتبال خزر لنکران، باشگاه فوتبال قبله، باشگاه ورزشی غازی عینتاب اف.کی، باشگاه فوتبال زسکا مسکو، باشگاه فوتبال توئنته، باشگاه ورزشی بولوسپور، باشگاه فوتبال باکو، باشگاه فوتبال قره‌باغ، باشگاه فوتبال کشله، و باشگاه فوتبال سومقاییت اشاره کرد.
وی همچنین در تیم ملی فوتبال جمهوری آذربایجان بازی کرده‌است.